# 營建管理
營建管理（Construction Management，縮寫 CM) ，或營建工程管理（Construction Project Management，縮寫 CPM）是專案管理在營建工程中的應用．所指的是一個工程從開始到完工的總體規劃、協調和控制，其主要目的在於針對滿足客戶的需求，以求整個工程在時間上、財務上和功能上的可行性。
美國主要的營建管理認證和諮詢機構美國營建管理協會（CMAA （页面存档备份，存于））表示，一個營建經理人最常見的 120 種責任，可分為以下7類：工程管理規劃、成本管理、時間管理、品質管理、合約管理、安全管理與 CM 的專業慣例。這些慣例包括了具體的活動，像是定義工程管理團隊的職責和管理結構；透過執行工程管控進行組織和領導；定義角色和職責及制定溝通協議；以及確定工程設計的元素與可能會引發的營建糾紛及賠償。

## 功能
營建工程管理的功能通常包括以下四點：
1. 指定工程的目標和計畫，包括劃定範圍，預算編制，時程安排，訂定績效的要求標準，與選擇工程參與者。
2. 經由勞動力雇用，採購的材料和設備等，極大化資源的使用效率。
3. 通過適當的協調和在整體營建過程中的規劃、設計、估算、訂定合約等管控，來執行各項作業。
4. 制定有效的溝通和解決衝突的機制。

## 專業術語
- 營建管理：英國：1.工地現場管理 2.交付的形式[ 2 ]   美國：交付的形式(與英國的形式比較)
- 房地產管理 (REM-Real Estate Management)：專業物業諮詢 (它不是一個工程，REM是一個持續的進程)
- 企業房地產管理 (CREM-Corporate Real Estate Management)：REM專注在承包公司的物業管理(MC - Management Contracting)：英國：交付形式[3]   美國：CM的風險
- 進度管理(ProgM-Programme Management)：英國：1.程序管理所關注的是一個工程的時間管理，所以ProgM是CPM功能中的一部分。 2.管理客戶的投資組合（客戶的要求進度在意義上就相當於是對客戶簡報） 美國：管理客戶的投資組合(與英國比較)
- 工程管控(PC-Project Control)：PC的功能所關注的是，工程進展中的數據收集，製作進度報告，監控時間，成本和質量。與CPM功能相比，PC功能的特徵是被動的，然而一個營建工程的經理人需要採取更積極主動的措施。
- 工程項目經理(PL-Project Leader)：PL要對工程目標的達成負責。他是實際要負責的經理人。
- 工程總監(PD-Project Director)：PD是一項大工程的負責人，所謂大工程-就是說這個大工程還可以細分成其他子項目的工程(如英吉利海峽隧道)。PD也可以是一個PM組織的負責人。
- OR：“OR-Owner's Representative是業主代表。此功能可經由內部或外部來提供。
- DC：(Document Control)文件控制，工程經理人的一個重要功能。
- FBOT：(Finance Build Operation Transfer) 融資建造、營運、轉讓
- BOT：(Build Operation Transfer) 建造、營運、轉讓
- DBOT：(Design Build Operation Transfer) 設計、建造、營運、轉移
- BOO：(Build Own Operation) 建造、擁有、營運
- EPC：(Engineering Procurement Construction) 設計、採購、施工
- PFI：(Private Finance Initiative) 私人融資計劃
- GC：(General Contractor) 總承包商(營造廠)
- GMP：(Guaranteed Maximum Price) 保證最高承攬金額(GMP)屬統包合約中的一種, 承包商向業主保證, 至工程合約結案時, 若有任何追加工程, 即時最後超出了合約金額, 都由承包商自行吸收; 倘若最後結案金額低於合約金額時, 承包商有權力向業主要求, 分享節餘金額的一部份, 做為奬勵金。
- MPC：(Multiple Prime Contracts) 複合式的主合約：英國：由單一承包商對整體開發負責(統包) 美國：一個客戶可能有5個或6個主要承包商

## 研究與學習
營建管理教育中的各種格式：正式學位課程(為期一年的副學士學位課程，四年制的學士學位，碩士學位，工程管理，營運管理 工程師學位，博士學位，博士後研究員)；在職訓練、進修教育/專業發展。有關學位課程的資訊，請參考ACCE、美國營建教育委員會、或ASC(與營建相關的學校)。根據美國營建教育委員會(美國營建管理教育計畫的學術評審機構)，營建管理的學術領域涵蓋了廣泛的課題。這些範圍從一般管理技能，營建業相關的管理技能，到營建方法與工法的專業知識。有許多學校提供營建管理課程，包括部分學校提供碩士學位。

## 商業模式
通常情況下，營建行業包括三個關係人：業主，設計師（建築師或工程師），營造廠(通常稱為總承包商)。傳統上，當這三個關係人一同計劃、設計和動工時，這三個關係人間簽有兩份合約。第一份合約是業主與設計師間的合約，這份合約中涉及規劃，設計，營建管理部份。第二份合約是業主與營造廠間的合約，這份合約中涉及營建部份。由於上述兩個合約的關係，間接的使得第三方關係存在於設計師與營造廠之間。另一種合約模式或商業模式取代了上述傳統的"兩個合約模式"，另一種合約模式即"三個合約"：業主與設計師間的合約、業主與營建工程經理人的合約和業主與營造廠的合約。營建工程管理公司由業主聘任成為另一關係人，在工程中扮演業主顧問的角色。工程經理人的角色，是代表業主向設計師提出營建上的意見，同樣的代表業主向營造廠提出設計上的意見，以及其他必要的意見。

## 設計、投標、營建合約
設計、投標、建造 - 描述了當下的營建管理模式，就是當建築師或建築設計師完成設計後，營造廠通過投標程序取得工程。

## 設計及營建合約
另一種不同的商業模式已經變得越來越受到歡迎。許多業主(尤其是政府機構)，所放出的一些合約，稱為「設計加營建的複合式合約」。這種類型的合約，營建團隊被稱為「附帶設計的營建商」。營建商負責將業主所發想的概念，來完成詳細設計，然後，待業主批准設計後，他們才可以進行施工。虛擬設計和施工技術使得營建承包商，能夠在受限的施工期限內，有完工的能力。使用設計加營建的複合式合約的方式，有三個主要的好處。首先，營建團隊與設計團隊合作的動機，是出至於設計的可施工性。所以使用設計加營建的複合式合約方式，它可能為營建團隊找到降低營建成本卻不減少最終產品功能的方法。由於設計的可施工性增加，業主可以期待一個降低成本的價格。第二個主要的好處是，所涉及的工期安排。許多工程都丟出一個非常緊迫的工期進度限制。但是經由使用設計加營建的複合式合約的方式，當營造商得標後，前置作業和營建作業準備及設計可以同時進行。
在傳統的合約模式下，設計、投標、得標作業還未完成前，營建作業的準備和人員是不可能開始進行或調度的。這種模式的合約，通常完工期都要延後好幾個月。第三大好處是使用設計加營建的複合式合約模式，工程費用不會超出預算。DB(Design-Build設計加營建)的承包商利用自己的經驗，以確保設計和營建的費用，能保持在業主所設定的預算要求範圍內。但是設計加營建合約的模式，存在著一個利益衝突的主要問題。在一個標準的合同，設計師負責營建商的檢查工作，以確保所有的產品和施工方法符合規範和準則。做為一個與許多設計師合作過的營建商，具有豐富的專業營建經驗。
- 工程管理方法
- 工作結構分解
- 工程網絡活動
- 關鍵路徑法（CPM - Critical Path Method）
- 資源管理
- 資源分級

## 建築工程
- 工作查驗
- 訂單修改
- 付款審閱
- 材料和樣品
- 施工圖
- 3D圖像

## 代理型CM
工程造價管理是一項收費的服務，其中營建經理人（CM）僅對業主負責，並且在工程進行中的每一個階段，扮演業主權益守門人的角色。營建經理人提供意見，在任何利益衝突的問題上，不偏袒任何一方，如：
- 可用資金的最佳利用
- 控制工程的範圍
- 工程調度
- 設計和建築公司的技能和專長的最佳利用
- 避免工程延宕，變更和糾紛
- 加強工程設計和營建質量
- 在簽訂合約和採購上的最佳靈活性。
- 現金流量管理。

綜合工程管理上的每一個階段，應遵從與原先的設計概念和工程定義的一致性著手，經由營建管理為業主盡可能的帶來最大利益。隨著時間的進展，超越前期設計的階段時，營建經理人對於節省成本的影響能力就減弱了。這時代理型的營建經理人(Agency CM)的出現(類似工程顧問公司)，可以代表業主並協助選擇設計及營建團隊和管理設計，防止工程範圍擴大、預算增加。協助業主在預先訂定的工程預算範圍內執行超值工程，成本/效益分析和最佳超值對照。目前有關營建協作技術的應用軟體領域，已經發展到營建管理流程的資訊應用技術。

## 營建經理人的風險
營建經理人CM的風險在於整體營建完工及交付業主的辦法，這辦法就是指：一個營建經理人承諾，在大多數的情況下，整體營建工程的費用，必須在不超出工程預算上限(GMP-Guaranteed Maximum Price)的情況下完成。營建經理人在籌備和設計階段期間，扮演著業主顧問的角色（通常稱為“施工前期服務”），而在施工階段期間，其角色相當於營造廠。當一個營建經理人受到GMP的約制下，改變了營建經理人最基本的角色關係。除了扮演業主權益守門人的角色外，營建經理人必須管理和控制建築成本不超過GMP，這對CM的公司將是一個財務上的衝擊。比方說，如果業主決定要挹注更多的資金，或是募集更多的基金，投入這項工程，CM 的風險是一個全球性的術語，指建築承包商，業主和建築師/設計師的業務關係。
通常，CM的風險安排消除了“低價得標”的營建工程。一個GMP協議是CM和業主間的一個典型協議，有點類似於一個“低價得標”的合約，但CM可要求一些責任上的調整。以下是一些在CM風險安排下，CM的潛在好處：預算管理：在工程的設計完成前(六個月至1?年，設計師和業主間的協商)，根據數計師和業主的各項目標(設計概念)，CM實際參與營建工程的費用估算，與工程的整體範圍。在平衡成本，進度，質量和工程的範圍上，某些影響施工的設計概念可以經由口頭上協調後的決定來修正，而不是花費大量的時間，精力和金錢重新設計和修改已完成的施工文件。例如，如果業主決定投入更多的錢，或是募集更多的資金用於該項工程，那麼業主可隨時做預算調整，作出更具成本效益的工程，而無需先完成各項預算作業的文件。在設計完成及調度營建人員前，先做好預算管理。CM每週經常需要耗費不少氣力在現場管理上，主要事項都是有關「採購」...等等事宜，預算管理是一項更有效地利用每個人的時間，精力，建築師/設計師的費用，以及在一般條件下的CM成本。最後，在業主的預算內交付出整體的設計。

## 法規
在英國，這一行業是由營建設計管理法規所規範的，以避免在營建工地上或是土木工程結構完成後，發生事故。

## 延伸閱讀
- Halpin, Daniel W., Construction Management, Wiley, Third Edition.